# کفشک خاکستری
کفشک خاکستری (نام علمی: Etropus rimosus) نام یک گونه از تیره کفشک‌ماهیان دندان‌بزرگ است.